# Векторная величина
Ве́кторная величина́ — физическая величина, являющаяся вектором (тензором ранга 1). Противопоставляется, с одной стороны, скалярным (тензорам ранга 0), с другой — тензорным величинам (строго говоря — тензорам ранга 2 и более). Также может противопоставляться тем или иным объектам совершенно другой математической природы.
Векторная величина обозначается буквой со стрелкой сверху (пример: {\displaystyle {\vec {v}}}) или набирается жирным шрифтом (пример: {\displaystyle \mathbf {v} }).
В большинстве случаев термин вектор употребляется в физике для обозначения вектора в так называемом «физическом пространстве», то есть в обычном трёхмерном пространстве классической физики или в четырёхмерном пространстве-времени в современной физике (в последнем случае понятие вектора и векторной величины совпадают с понятием 4-вектора и 4-векторной величины).
Употребление словосочетания «векторная величина» практически исчерпывается этим. Что же касается употребления термина «вектор», то оно, несмотря на тяготение по умолчанию к этому же полю применимости, в большом количестве случаев всё же весьма далеко выходит за такие рамки. Об этом см. ниже.

## Употребление терминов вектор ивекторная величинав физике
Несмотря на то, что понимание вектора с физической и математической сторон практически едино, в силу разной степени абстракции появляется терминологическая специфика. 
Относительно физики в математике понятие вектора избыточно: любой вектор может иметь любую природу, бесчисленно абстрактное пространство и размерность. Когда требуется конкретика, необходимо либо длинно уточнять, либо учитывать явно описанный контекст, что зачастую приводит к путанице. 
В физике же речь практически всегда идёт не о математических объектах (обладающих теми или иными формальными свойствами) вообще, а об их определённой, конкретной, «физической» привязке. Учитывая эти соображения конкретности с соображениями краткости и удобства, можно понять, что терминологическая практика в физике заметно отличается от математической. Однако она не входит с последней в явное противоречие. Этого удаётся достичь несколькими несложными способами. Прежде всего, это соглашение, заключающееся в наличии некоторого употребления термина по умолчанию — в неявном контексте. Так в физике, в отличие от математики, под словом вектор обычно понимается не «какой-то вектор любого линейного пространства вообще», а прежде всего вектор, который связан с «обычным физическим пространством» (трёхмерным пространством классической физики или четырёхмерным пространством-временем физики релятивистской). Для векторов же пространств, не связанных прямо и непосредственно с «физическим пространством» или «пространством-временем», как раз применяют специальные названия (иногда включающие слово «вектор», но с уточнением). Если вектор некоторого пространства, не связанного прямо и непосредственно с «физическим пространством» или «пространством-временем» (и которое трудно сразу как-то определённо охарактеризовать), вводится в теории, он часто специально описывается как «абстрактный вектор».
Всё сказанное ещё в большей степени, чем к термину «вектор», относится к термину «векторная величина». Умолчание в этом случае ещё более явно подразумевает привязку к «обычному пространству» или пространству-времени, а употребление по отношению к элементам абстрактных векторных пространств скорее практически не встречается (по крайней мере, оно является очень редким исключением).
В физике векторами чаще всего (а векторными величинами — практически всегда) называют векторы двух сходных между собою классов:
1. в классической физике (классической механике, электродинамике в классической трёхмерной формулировке и в других областях физики, преимущественно сформировавшихся до начала XX века) векторными величинами или просто векторами называют, как правило, векторы обычного трёхмерного пространства — то есть обычные «геометрические» векторы или, быть может, отличающиеся от таковых на скалярный множитель (в том числе и на множитель размерный). Хотя в этих областях физики фактически и применялись разнообразные объекты, идентифицируемые нынешней математикой как векторы, в физической терминологии это получило очень малый отклик (так например, преобразование Фурье в классической электродинамике и классической теории сплошных сред весьма интенсивно применяется, но традиционно почти не рассматривается в контексте классической с использованием слова «вектор» применительно к функциям, хотя с математической точки зрения это было бы вполне законно[3]). Пожалуй, единственным заметным исключением из правил является достаточно свободное оперирование  векторами элементов фазового или конфигурационного пространств[4].
2. в релятивистской физике[5] (начиная с Пуанкаре, Планка и Минковского) и, в значительной степени, в современной теоретической физике под векторами и векторными величинами понимаются прежде всего векторы четырёхмерного пространства-времени[6] и непосредственно с ним связанные (отличающиеся на скалярный множитель от векторов 4-перемещения) — 4-векторы.
3. в квантовой механике, квантовой теории поля и др. слово «вектор» стандартно стало применяться и для обозначения такого объекта, как вектор состояния. Этот вектор может иметь, в принципе, любую размерность, и, как правило, он бесконечномерен. Однако путаницы практически не возникает, поскольку слово вектор тут используется исключительно в устойчивом сочетании вектор состояния, и никогда раздельно, за исключением разве что случаев, когда контекст уже настолько очевиден, что путаница просто невозможна (например, при повторном употреблении отдельного слова вектор в отношении объекта, который только что перед этим был назван, как вектор состояния или при использовании однозначных специфических обозначений — таких, например, как скобки Дирака — или соответствующих им терминов. Для ряда векторов специфических пространств используются специальные слова (такие, как, например, спиноры) или явные названия (вектор цветового пространства, изотопический спин). Более того, словосочетание «векторная величина» практически никогда не применяется к таким абстрактным векторам. Все это позволило сохранить термину «вектор», пожалуй, своё основное значение — значение 4-векторa. Именно этот смысл вкладывается в термины векторное поле, векторная частица (векторный бозон, векторный мезон). Сопряжённое значение в подобных терминах имеет и слово «скалярный».

Примеры векторных физических величин: скорость {\displaystyle {\vec {v}}}, сила {\displaystyle {\vec {F}}}, плотность теплового потока {\displaystyle {\vec {\phi }}}, напряжённость электрического поля {\displaystyle {\vec {E}}}.

## Генезис векторных величин
Каким образом физические «векторные величины» привязаны к пространству? Прежде всего, бросается в глаза то, что размерность векторных величин (в том обычном смысле употребления этого термина, который разъяснён выше) совпадает с размерностью одного и того же «физического» (и «геометрического») пространства, например, пространство трёхмерно и вектор электрического поля трехмерен. Интуитивно можно заметить также, что любая векторная физическая величина, какую бы туманную связь она не имела с обычной пространственной протяжённостью, тем не менее имеет вполне определённое направление именно в этом обычном пространстве.
Однако оказывается, что можно достичь и гораздо большего, прямо «сведя» весь набор векторных величин физики к простейшим «геометрическим» векторам, вернее даже — к одному вектору — вектору элементарного перемещения, а более правильно было бы сказать — произведя их всех от него.
Эта процедура имеет две различные (хотя по сути детально повторяющие друг друга) реализации для трёхмерного случая классической физики и для четырёхмерной пространственно-временной формулировки, обычной для современной физики.

### Классический трёхмерный случай
Будем исходить из обычного трёхмерного «геометрического» пространства, в котором мы живём и можем перемещаться.
В качестве исходного и образцового вектора возьмём вектор бесконечно малого перемещения. Довольно очевидно, что это обычный «геометрический» вектор (как и вектор конечного перемещения).
Заметим теперь сразу, что умножение вектора на скаляр всегда даёт новый вектор. То же можно сказать о сумме и разности векторов. В этой главе мы не будем делать разницы между полярными и аксиальными векторами, поэтому заметим, что и векторное произведение двух векторов даёт новый вектор.
Также новый вектор даёт дифференцирование вектора по скаляру (поскольку такая производная есть предел отношения разности векторов к скаляру). Это можно сказать дальше и о производных всех высших порядков. То же верно по отношению к интегрированию по скалярам (времени, объёму).
Теперь заметим, что, исходя из радиус-вектора r или из элементарного перемещения dr,
мы легко понимаем, что векторами являются (поскольку время — скаляр) такие кинематические величины, как
- скорость {\displaystyle \mathbf {v} =d\mathbf {r} /dt,}
- ускорение {\displaystyle \mathbf {a} =d\mathbf {v} /dt.}

Из скорости и ускорения, умножением на скаляр (массу), появляются
- импульс,
- сила.

Поскольку нас сейчас интересуют и псевдовекторы, заметим, что
- угловая скорость,
- момент импульса — появляются совершенно понятным образом[8],

- с помощью формулы силы Лоренца напряжённость электрического поля и вектор магнитной индукции привязаны к векторам силы и скорости.

Продолжая эту процедуру, мы обнаруживаем, что все известные нам векторные величины оказываются теперь не только интуитивно, но и формально, привязаны к исходному пространству. А именно все они в некотором смысле являются его элементами, так как выражаются в сущности как линейные комбинации других векторов (со скалярными множителями, возможно, и размерными, но скалярными, а поэтому формально вполне законными).

### Современный четырёхмерный случай
Ту же процедуру можно проделать исходя из четырёхмерного перемещения.
Оказывается, что все 4-векторные величины «происходят» от 4-перемещения,
являясь поэтому в некотором смысле такими же векторами пространства-времени, как и само 4-перемещение.

## Виды векторов применительно к физике
- Полярный или истинный вектор — обычный вектор.
- Аксиальный вектор (псевдовектор) — на самом деле не является настоящим вектором, однако формально почти не отличается от последнего, за исключением того, что меняет направление на противоположное при изменении ориентации системы координат (например, при зеркальном отражении системы координат). Примеры псевдовекторов: все величины, определяемые через векторное произведение двух полярных векторов.
- Для сил выделяется несколько различных классов эквивалентности.